# Werner E. Hintz

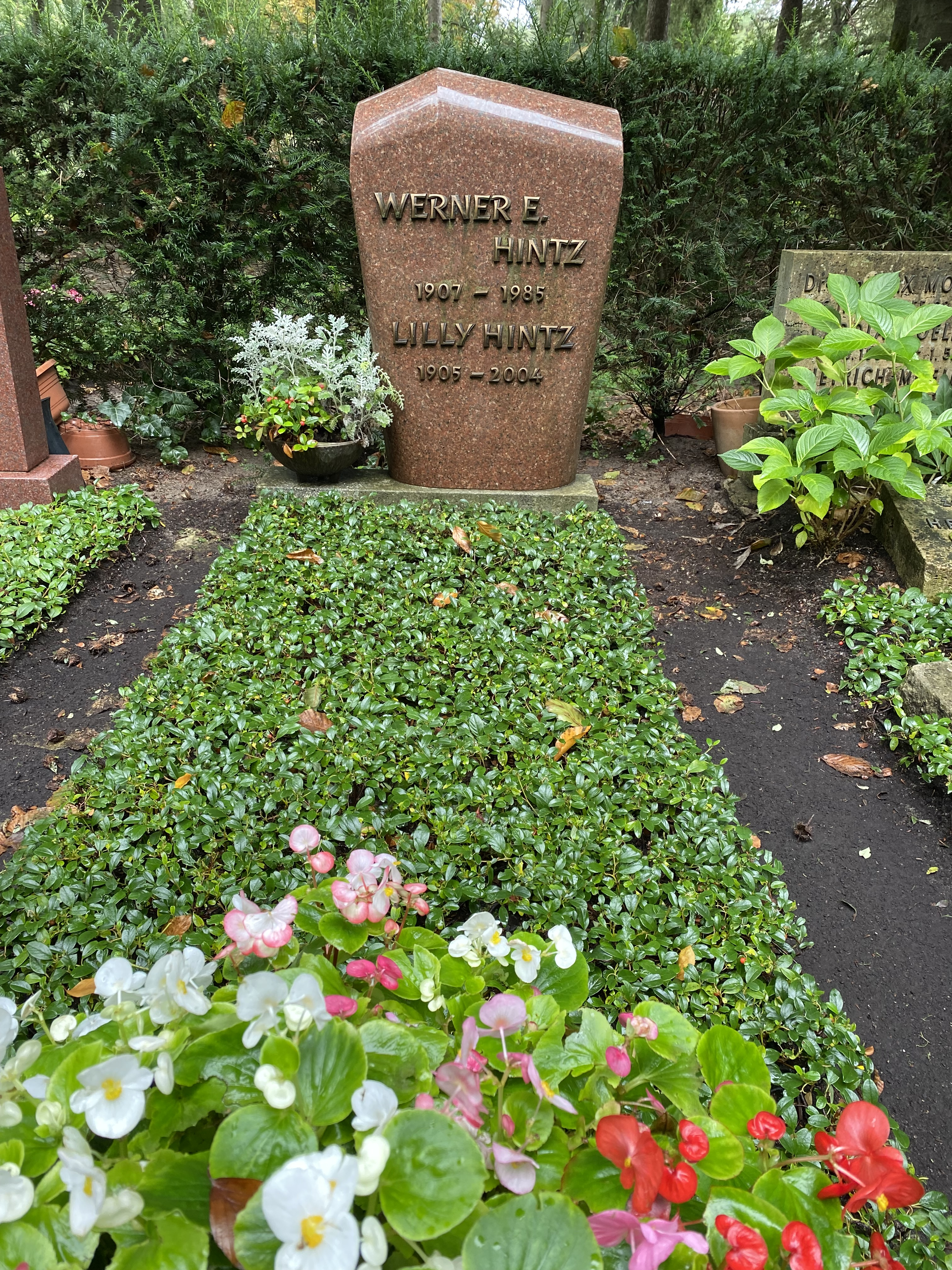
Grabstätte Werner E. Hintz

Werner E. Hintz (* 29. April 1907 in Spandau als Erich Werner Hintz; † 13. Oktober 1985 in Heimbuchenthal) war ein deutscher Schriftsteller, Hörspiel- und Drehbuchautor.

## Leben
Werner E. Hintz besuchte in Danzig die Schule und studierte nach dem Abitur Neuphilologie. Gleichzeitig begann er, schriftstellerisch tätig zu sein und schrieb seit Beginn der 1930er Jahre eine Reihe von Romanen, darunter auch Kriminalerzählungen.
Nach Kriegsteilnahme und Entlassung aus britischer Gefangenschaft, kam Hintz 1946 zum damaligen RIAS in seine Geburtsstadt. Dort konnte er sich als Autor und Bearbeiter von zahlreichen Sendungen etablieren, die bekannteste war die Kindersendung Onkel Tobias, die von Fritz Genschow gesprochen wurde. Populär wurden auch seine Bearbeitungen von Romanvorlagen für die Sendereihe Damals war’s – Geschichten aus dem alten Berlin.
Bereits Mitte der 1930er Jahre hatte Hintz einige Drehbücher für Kurzfilme geschrieben. Insbesondere ab den 1970er Jahren verfasste er bis zu seinem Tod weitere Bücher für Serien und Filme.
Seine letzte Ruhestätte erhielt Werner E. Hintz auf dem Berliner Friedhof Heerstraße (Abt. 16 B–14).

## Filmografie (Auswahl)
- 1959: Alle Tage ist kein Sonntag
- 1973: Lokaltermin (13 Folgen)
- 1973: So’n Theater
- 1973: Pariser Nächte
- 1974: Preußenkorso Nr. 17
- 1975: Aus der Chronik der Familie Sawatzki – Lichtspiele am Preußenkorso (2 Folgen)
- 1977: Beschlossen und verkündet (11 Folgen)
- 1977: Preußenkorso 45–48
- 1984–1985: Berliner Weiße mit Schuß

## Hörspiele
- 1947: Der Schuß ins Blaue – Regie: nicht bekannt – Sprecher (Auswahl): Josef Sieber, Martin Rosen, Max Grothusen
- 1947: Wer war es? – Regie: Karl Metzner – Sprecher (Auswahl): Otto Braml, Max Grothusen, Robert Klupp, Axel Monjé
- 1950: Ball im Hause Potter – Regie: nicht bekannt – Sprecher (Auswahl): Arthur Schröder, Klaus Miedel, Kurt Weitkamp
- 1950: Herr Molander schreibt seine Memoiren – Regie: nicht bekannt – Sprecher (Auswahl): Hans Söhnker, Robert Klupp, Alice Treff, Gerhard Bienert
- 1950: Spiel an Bord – Regie: Karl Metzner – Sprecher: nicht bekannt
- 1959: Pazifik-Express – Regie: Benno Schurr und Frank Scharf – Sprecher (Auswahl): Herbert Fleischmann, Heinz Rabe
- 1964: Ein Tag zu wenig im Kalender – Regie: Heinz Dieter Köhler – Sprecher (Auswahl): Margot Trooger, Harald Leipnitz, Robert Freitag
- 1966: Ein Mord nach dem Fahrplan – Regie: Günter Siebert – Sprecher (Auswahl): Jo Wegener, Jens Scholkmann, Bernhard Wilfert
- 1970: Mord nach Fahrplan – Regie: Jochen Leschke – Sprecher (Auswahl): Hans Caninenberg, Helga Roloff, Hans Cossy
- 1974: Bumerang – Regie: Heinz Günther Stamm – Sprecher: Andrea Jonasson, Hansjörg Felmy, Harald Leipnitz, Horst Sachtleben, Werner Schwier

## Veröffentlichungen (Auswahl)
- 1930: Se. Exzellenz der Hochstapler, Delta-Verlag, Berlin
- 1933: Spuk auf der Atlanta, Delta-Verlag, Berlin
- 1933: Masken um Gundula, Verlag Goldmann, Leipzig
- 1933: Spionin wider Willen, Verlag Neufeld & Henius, Berlin
- 1934: Liebe, kleine Gisela!, Zeitschriftenverlag, Berlin
- 1934: Alles auf eine Karte, Verlag Hans Müller, Leipzig
- 1935: Die letzte Seite fehlt!, Verlag Uhlmann, Berlin
- 1935: Die glückliche Hand, Zeitschriftenverlag, Berlin
- 1936: Die seltsame Frau Corsignac, Eden-Verlag, Berlin
- 1937: Die Drei aus dem Niemandsland, Neuer Buchverlag, Dresden
- 1937: Der Tod lauert im Moor, Verlag Sauerberg, Hamburg
- 1938: Harald und die Hunderttausend, Verlag Das Vaterhaus, Niedersedlitz
- 1938: Am Rande der Welt, Rekord-Verlag, Leipzig
- 1940: Der 13. Gast, Aufwärts-Verlag, Berlin
- 1944: Sturm über Norderhöft, Verlag Foerster, Buenos Aires
- 1952: Singt und spielt mit Onkel Tobias, Verlag Weiter, Berlin
- 1952: Heut’ machen wir Kasperletheater, Verlag Weiter, Berlin
- 1954: Peter, benimm dich!, Verlag M. Hesse, Berlin/Wunsiedel